# Chrysomalla tobiasi
Chrysomalla tobiasi är en stekelart som beskrevs av Dzhanokmen 1981. Chrysomalla tobiasi ingår i släktet Chrysomalla och familjen gropglanssteklar.
Artens utbredningsområde är Uzbekistan. Inga underarter finns listade i Catalogue of Life.